# Coenobela joha
Coenobela joha là một loài bướm đêm trong họ Erebidae.